# Canton d'Agen-Nord
Pour les articles homonymes, voir Canton d'Agen (homonymie).
Le canton d'Agen-Nord est une ancienne division administrative française située dans le département de Lot-et-Garonne, en région Aquitaine.

## Histoire
Le canton d'Agen-Nord est créé en 1973, en même temps que ceux d'Agen-Centre, d'Agen-Est et d'Agen-Ouest, en remplacement des cantons d'Agen-1 et d'Agen-2.

## Géographie
Ce canton était organisé autour d'Agen dans l'arrondissement d'Agen. Son altitude variait de 32 m (Colayrac-Saint-Cirq) à 206 m (Foulayronnes) pour une altitude moyenne de 119 m.

## Composition
Le canton d'Agen-Nord se composait d’une fraction de la commune d'Agen et de trois autres communes. Il comptait 15 511 habitants (population municipale) au 1er janvier 2012.
| Nom                       | Code Insee | Intercommunalité        | Population (dernière pop. légale)              |
| ------------------------- | ---------- | ----------------------- | ---------------------------------------------- |
| Agen (chef-lieu)          | 47001      | CA Agglomération d'Agen | Fraction : 6 037(2012) Commune : 34 126 (2014) |
| Colayrac-Saint-Cirq       | 47069      | CA Agglomération d'Agen | 2 902 (2014)                                   |
| Foulayronnes              | 47100      | CA Agglomération d'Agen | 5 262 (2014)                                   |
| Saint-Hilaire-de-Lusignan | 47246      | CA Agglomération d'Agen | 1 479 (2014)                                   |

## Démographie
| 1975 | 1982 | 1990   | 1999   | 2006   | 2011   | 2012   |
| ---- | ---- | ------ | ------ | ------ | ------ | ------ |
| -    | -    | 13 450 | 14 324 | 15 396 | 15 322 | 15 511 |

## Administration
| Période | Période | Identité                   | Étiquette             | Qualité                                                                                            |
| ------- | ------- | -------------------------- | --------------------- | -------------------------------------------------------------------------------------------------- |
| 1973    | 1994    | Jacques Aulong (1920-2011) | UDR puis DVD puis RPR | Chirurgien à Agen, conseiller général du canton d'Agen-1 (1970-1973) Conseiller régional           |
| 1994    | 2001    | Fred Pojurowski            | PS                    | Chef d'entreprise à Agen Propriétaire du château de Clermont-Dessous                               |
| 2001    | 2015    | Jean-Michel Drapé          | DVD                   | Médecin généraliste, maire de Foulayronnes (1995-2014) 4e vice-président de l'Agglomération d'Agen |